# N-乙酰基色胺
N-乙酰基色胺是一种有机化合物，化学式C12H14N2O。它是褪黑素受体的部分激动剂。Streptomyces djakartensis及其它链霉菌属、镰孢菌属物种都可合成N-乙酰基色胺。

## 延伸阅读
- Houlihan, William J. . John Wiley & Sons. 2009-09-15: 25. ISBN 978-0-470-18841-5 （英语）.